# Believe (sång av Dima Bilan)
Believe, skriven av Jim Beanz, Dima Bilan är en sång som Dima Bilan framförde för Ryssland vid Eurovision Song Contest 2008 i Belgrad i Serbien. Låten är delvis producerad av en kollega till Timbaland och på scen under schlagerfinalen deltog den ryske världsmästaren i konståkning Jevgenij Plusjenko. Låten lyckades vinna tävlingen på 272 poäng.

## Listplaceringar
| Lista (2008)       | Topplacering |
| ------------------ | ------------ |
| Belgien (Flandern) | 16           |
| Sverige            | 28           |

### Fotnoter
1. ↑  ”Listplacering”. http://www.ultratop.be/nl/showitem.asp?interpret=Dima+Bilan&titel=Believe&cat=s. Läst 5 maj 2011.
2. ↑  ”Listplacering”. http://swedishcharts.com/showitem.asp?interpret=Dima+Bilan&titel=Believe&cat=s. Läst 5 maj 2011.